# Прапор Британських Віргінських Островів
Прапор Британських Віргінських Островів — один з офіційних символів Британських Віргінських Островів. Офіційно затверджений 15 листопада 1960 року. Співвідношення сторін прапора 1:2.
На полотні синього кольору у лівому верхньому куті зображений прапор Великої Британії. З правої сторони розміщено герб Британських Віргінських Островів.

## Інші прапори

Торговий прапор
Прапор губернатора